# Štíty (stacja kolejowa)
Štíty – stacja kolejowa w Štítach, w kraju ołomunieckim, w Czechach Znajduje się na wysokości 475 m n.p.m.
Na stacji nie ma możliwości zakupu biletów, a obsługa podróżnych odbywa się w pociągu. 

## Linie kolejowe
- 024 Ústí nad Orlicí - Štíty